# Internationell gemenskapsflygplats
En internationell gemenskapsflygplats är en flygplats inom EU-gemenskapens tullområde som efter tillstånd från berörda myndigheter har godkänts för flygtrafik med tredje länder, dvs med länder utanför EU-gemenskapens tullområde. En internationell gemenskapsflygplats har möjlighet att tullbehandla resenärernas bagage och fungerar alltså som gränsövergång.
ICAP-flygplats, efter engelskans "International Community AirPort", är en ibland använd förkortning för internationell gemenskapsflygplats.